# 천안 삼룡동 삼층석탑
천안 삼룡동 삼층석탑(天安 三龍洞 三層石塔)은 대한민국 충청남도 천안시 동남구 삼룡동 천안삼거리공원에 있는, 고려 시대의 삼층석탑이다. 1984년 5월 17일 충청남도의 문화재자료 제11호로 지정되었다.

## 개요
삼거리 공원안에 자리하고 있는 탑으로, 지금은 밭으로 변해 버린 안서동의 유려왕사(留麗王寺)터에 있던 것을 이곳으로 옮겨 놓았다.
형태는 전체의 무게를 지탱하는 기단(基壇)을 2층으로 쌓고, 3층의 탑신(塔身)을 올린 모습이다. 아래층 기단에는 한면에 2개씩 안상(眼象)을 옅게 새겨 놓았고, 탑신의 세 지붕돌은 밑면에 2단씩의 받침을 두었다.
고려시대에 세운 것으로 추측되나, 탑신의 2층 몸돌 이상이 원래의 것이 아닌 후대에 새로 만들어 놓은 것이어서 아쉬움을 주고 있다.

## 상세 내용
탑은 부처님의 사리나 유품을 모시기 위하여 만들어진 것이나 나중에는 가람배치상의 필요에 의해 만들어졌다. 이 탑은 1961년 11월에 안서동에서 밭을 경작하던 중 발견하여 삼용리 길가에 다시 세운 탑이다.
기단부는 규모가 큰데 반하여 탑신부는 가늘고 길어서 균형감이 없다. 지붕돌의 처마에는 반전이 있으나 파손이 심하고 상륜부는 완전히 없어졌다. 2층의 지붕돌도 근래에 다시 만들어 올린 것이다.
이 탑은 발견된 위치로 보아 《영성지》에 "천안 동쪽 12리에 왕자산 마점사가 있다"고 되어 있어 마점사탑으로 추정하기도 한다. 그런데 《동국여지승람》에는 마점사와 유려왕사가 모두 왕자산에 있고, 이 두 사찰에 모두 고려 태조가 머물렀다고 전하는 말이 있어 유려왕사탑이라 하기도 한다.

## 같이 보기
- 삼층석탑

## 참고 문헌
- 《문화유적총람》상, 문화재관리국, 1977년
- 《문화유적총람》사찰편, 충청남도, 1990년
- 《충남지역의 문화유적》7집, 백제문화개발연구원, 1993년
- 《천안시지》, 천안시, 1997년
- 《충청남도지정문화재해설집》, 충청남도, 2001년

## 참고 자료
- 삼룡동삼층석탑 - 국가유산청 국가유산포털